# 1972年夏季奥林匹克运动会蒙古代表团
1972年夏季奥林匹克运动会蒙古代表团是蒙古派出的1972年夏季奥林匹克运动会代表团。